# Röntgenfotografering

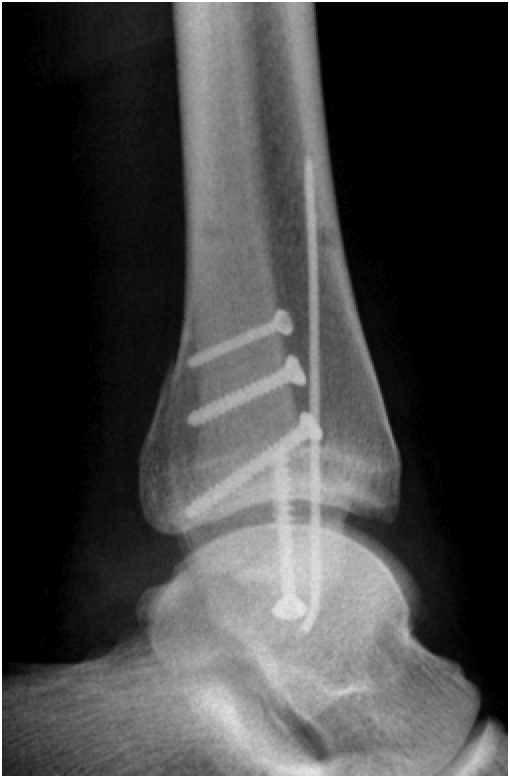
Röntgenbild av fotledsfraktur sammanfogad med skruvar.

Röntgenfotografering (engelska: radiography) skedde ursprungligen på särskilt anpassad röntgenfilm även om all fotografisk film är känslig för röntgenstrålning. Genom utveckling av sensorer och datorteknik sker numera registreringen av röntgenstrålningen digitalt utan användning av fysisk film.
I princip sker röntgenfotografering utan kamera; det är istället röntgenkällan som uppträder som en punkt. Filmen/sensorn fångar sedan upp strålningen från röntgenkällan efter att den har passerat objektet som ska avbildas, där objektets densitetsskillnader skapar en skuggbild där delar med högre densitet ger ljusare områden och delar med lägre densitet ger mörkare områden.
Vid medicinska undersökningar kan röntgenfotografering till exempel kartlägga frakturer och lokalisera främmande föremål. Genom att spruta in kontrastvätska kan densitetsskillnaderna förstärkas och förbättra bildens urskiljning. Digital registrering av röntgenstrålningen har möjliggjort mer sofistikerad bildbehandling och minskade stråldoser till patienter vid röntgenundersökningar.

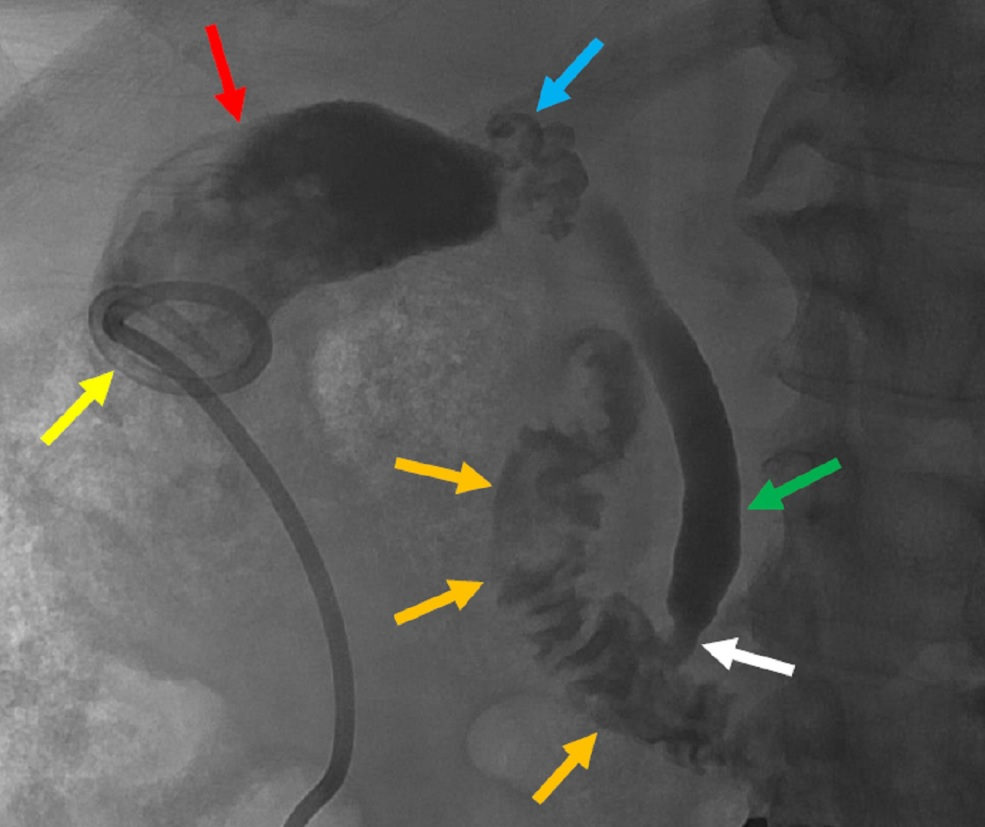
Röntgenbild av ett gallblåsedränage, där kontrastvätska använts för att förbättra avbildningen.

Röntgenfotografering används även vid kontroll av mekaniska strukturer som till exempel tryckkärl och flygplan, där kvalitetsbrister som sprickor och håligheter kan upptäckas. 